# Вірус Марбург
Вірус Марбург — вид вірусів із родини філовірусів, що належить до роду Marburgvirus. Спричинює відповідно названу хворобу, яка й часто протікає як геморагічна гарячка. Цей вірус було виявлено у Центральній і Східній Африці у людиноподібних і нелюдиноподібних приматів після кількох епідемій у людей, які відбулися в Німеччині та Югославії.

## Таксономія
Роди Marburgvirus і Ebolavirus спочатку класифікувалися як види невалідного роду Filovirus. У 1998 році Підкомітет з вірусів хребетних запропонував Міжнародному комітету з таксономії вірусів розділити рід Filovirus на два: Ebola-like virus і Marburg-like virus. У 2002 році була запропонована сучасна номенклатура (Ebolavirus, Marburgvirus) на додаток до перейменування виду роду Marburgvirus в Lake Victoria marburgvirus. У 2011 році вид був знову перейменований в Marburg marburgvirus.
Частина назви «Марбург» в назві походить від місця першого спалаху в 1967 році в місті Марбург (Німеччина).

## Вірусологія

### Структура
Структура віріона характерна для філовірусів з довгими ниткоподібними частками, однакового діаметру, завдовжки від 800 до 14 000 нм. Віріони (вірусні частки) містять сім відомих структурних білків. Хоча він практично ідентичний за структурою вірусу Ебола, вірус Марбург має антигенні відмінності від нього, тобто вони викликають вироблення різних антитіл в інфікованих організмах.

### Геном
Геном вірусу Марбург містить єдину молекулу одноланцюгової (-)РНК розміром 19,1 тис. пар основ.

### Носії
Вірус Марбург було виявлено 2007 року у єгипетських летючих собаках (Rousettus aegyptiacus), підтвердивши підозру, що цей вид може бути природним резервуаром вірусу.

## Епідеміологічні особливості
Спалахи хвороби, яку спричинює вірус Марбург були в Центральній Африці, де, як вважається, був виявлений природний резервуар інфекції.

## Клінічні особливості
Хвороба передається через рідини організму, в тому числі через кров, кал, слину і блювотні маси. Ранні симптоми часто невизначені та зазвичай охоплюють гарячку, головний біль і біль у м'язах після закінчення інкубаційного періоду від трьох до дев'яти днів. Після закінчення п'яти днів на тулубі часто з'являється дрібний висип. На пізніх стадіях інфекція стає важкою, симптоми можуть включати жовтяницю, панкреатит, втрату ваги, делірій і інші нейропсихіатричні симптоми, кровотечу, гіповолемічний шок і поліорганну недостатність найчастіше із залученням печінки. Згодом симптоми змінюються, але зазвичай вони тривають від одного до трьох тижнів, поки хвороба або проходить, або вбиває зараженого носія інфекції.
Загалом летальність становить близько 50 %, під час спалахів варіює в межах від 24 % до 88 %.